# Дюкро, Ришар
Риша́р Дюкро́ (фр. Richard Ducroz; род. 11 июня 1983, Шамони-Мон-Блан) — французский кёрлингист.
В составе мужской сборной Франции участник зимних Олимпийских игр 2010 года (заняли седьмое место); участник четырёх чемпионатов мира (лучший результат — пятое место в 2008), пяти чемпионатов Европы (лучший результат — пятое место в 2009). В составе юниорской мужской сборной Франции участник чемпионата мира 2001 (заняли десятое место).
Играл на позициях первого и второго.

## Команды
| Сезон   | Четвёртый       | Третий         | Второй              | Первый          | Запасной        | Тренер                              | Турниры                                                |
| ------- | --------------- | -------------- | ------------------- | --------------- | --------------- | ----------------------------------- | ------------------------------------------------------ |
| 1998—99 | Жереми Фрариерь | Vincent Artico | Guylaine Fratucello | Жюльен Шарле    | Ришар Дюкро     |                                     | ЧМЮ-Б 1999                                             |
| 2000—01 | Ришар Дюкро     | Жюльен Шарле   | Рафаэль Матьё       | Жереми Фрариерь | Тони Анжибу     | Тома Дюфур                          | ЧМЮ-Б 2001                                             |
| 2000—01 | Ришар Дюкро     | Рафаэль Матьё  | Жюльен Шарле        | Тони Анжибу     | Жереми Фрариерь | Тома Дюфур                          | ЧМЮ 2001 (10 место)                                    |
| 2002—03 | Ришар Дюкро     | Рафаэль Матьё  | Тони Анжибу         | Cyril Roux      | Вильфрид Куло   |                                     | ЧМЮ-Б 2003 (4 место)                                   |
| 2005—06 | Тома Дюфур      | Филипп Ко      | Тони Анжибу         | Ришар Дюкро     | Жан Анри Дюкро  | Эрве Пуаро                          | ЧЕ 2005 (11 место)                                     |
| 2006—07 | Тома Дюфур      | Тони Анжибу    | Жан Анри Дюкро      | Рафаэль Матьё   | Ришар Дюкро     |                                     | ЧЕ 2006 (7 место)                                      |
| 2006—07 | Тома Дюфур      | Тони Анжибу    | Жан Дюкро           | Ришар Дюкро     | Рафаэль Матьё   | Даниэль Рафаэль                     | ЧМ 2007 (7 место)                                      |
| 2007—08 | Тома Дюфур      | Тони Анжибу    | Жан Дюкро           | Ришар Дюкро     | Рафаэль Матьё   | Эрве Пуаро (ЧЕ), André Ferland (ЧМ) | ЧЕ 2007 (7 место) ЧМ 2008 (5 место)                    |
| 2008—09 | Тома Дюфур      | Тони Анжибу    | Ришар Дюкро         | Жан Дюкро       | Рафаэль Матьё   | André Ferland                       | ЧЕ 2008 (6 место)                                      |
| 2008—09 | Тома Дюфур      | Тони Анжибу    | Жан Дюкро           | Ришар Дюкро     | Рафаэль Матьё   | André Ferland                       | ЧМ 2009 (8 место)                                      |
| 2009—10 | Тома Дюфур      | Тони Анжибу    | Жан Дюкро           | Ришар Дюкро     | Рафаэль Матьё   | André Ferland                       | ЧЕ 2009 (5 место) ЗОИ 2010 (7 место) ЧМ 2010 (9 место) |

(скипы выделены полужирным шрифтом)

## Частная жизнь
Из семьи кёрлингистов: его отец играл в кёрлинг, и по его примеру Ришар и его старший брат Жан Анри в 1980-х годах начали заниматься кёрлингом. В дальнейшем Жан Анри и Ришар несколько сезонов играли в одной команде, выступали на зимних Олимпийских играх 2006, чемпионатах мира и Европы.